# Pueblo batac

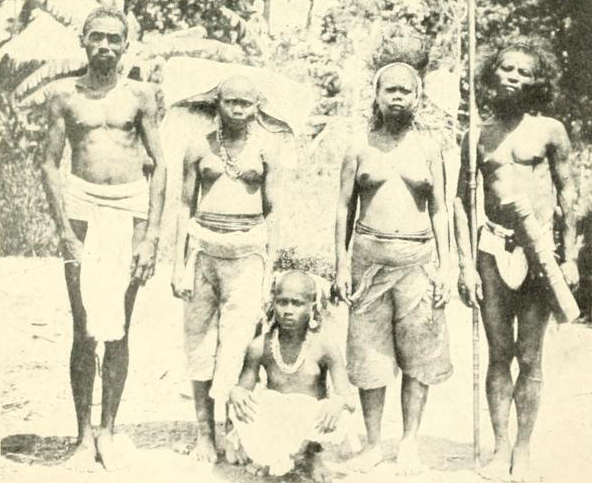
Grupo de gente del pueblo batac.

Los bataques son uno de alrededor 70 pueblos indígenas de las Filipinas. Viven en el noreste de Palawan, una isla relativamente grande en el suroeste del archipiélago. Quedan sólo unos 500 bataques. Los antropólogos consideran a los bataques (también llamados tinitianes) estar emparentados con los aetas de Luzón Central, otro pueblo "negrito". Suelen ser bajos de estatura, con piel oscura y pelo corto y rizado. Sin embargo, hay todavía una discusión sobre si los bataques están emparentados con otros pueblos "negritos" de las Islas Filipinas o con otros pueblos físicamente parecidos de Indonesia o de las Islas Andamán. 
Durante siglos los bataques han combinado una forma de vida de cazadores-recolectores con el cultivo de plantas, el kaingin (agricultura de tala y quema) y el comercio. Se cree que mantenían ya relaciones comerciales con comerciantes chinos 500 años a. C. 
Normalmente evitan el contacto con foráneos. En los años 50 se construyó una carretera a través de su territorio, lo que facilitó la llegada de colonos. Viviendo en zonas menos fértiles han intentado a suplementar sus ingresos cosechando y vendiendo varios productos del bosque que no sean madera, como ratán, resinas de árboles y miel. Esto ha provocado resistencia por parte del Gobierno y de explotadores comerciales que declaran que los bataques no tienen ningún derecho legal a estos recursos. No obstante, los ecologistas tienen interés en los métodos de recolección de los bataques, porque son mucho más sostenibles que los de los explotadores comerciales. 
Antes los bataques eran nómadas, pero se asentaron a instancias del Gobierno en aldeas. Sin embargo, todavía van muchas veces al bosque en excursiones de recolección que suelen llevar unos días, una actividad que tiene un valor tanto económico como espiritual para ellos. Sus creencias espirituales son animistas y creen en espíritus que residen en la naturaleza. Algunos, llamados “Panyeon” en general no confían en los hombres, pero los toleran mientras que los hombres no abusen o malgasten los recursos del bosque. Otros espíritus, llamados “Diwata” en general son benévolos. Todos son caprichosos. Los bataques les hacen regularmente ofrendas y los chamanes se someten a posesiones para comunicarse con los espíritus y curar a los enfermos. 
En 1997 el Gobierno filipino aprobó una ley denominada Indigenous People’s Rights Act (IPRA) (Ley de los derechos de los pueblos indígenas) para proteger su tierra y su modo de vida. La rápida pérdida de población, el acceso restringido a la selva, la vida sedentaria y las incursiones de los inmigrantes han devastado a la comunidad. La malnutrición crónica les ha hecho más vulnerables a enfermedades como la malaria, el sarampión y la tuberculosis. En la actualidad muy pocos bataques se casan con otros miembros del grupo, sino que se casan con otras comunidades vecinas. Lo normal es que los hijos de estos matrimonios no sigan las prácticas culturales bataques, por lo que ya apenas hay bataques "puros". Como resultado, los bataques están siendo absorbidos por un grupo más difuso de pueblos indígenas de las tierras altas, que poco a poco van perdiendo sus identidades tribales, y con ellas su espiritualidad y culturas únicas. La organización de derechos humanos Survival International está presionando para que se reconozcan los derechos de los bataques a vivir y utilizar sus propias tierras de acuerdo con sus deseos. Sin embargo, la falta de voluntad política y los farragosos requisitos de la propia ley han hecho que apenas se ponga en práctica.